# Zimandu Nou
Zimandu Nou (en húngaro: Zimándújfalu) es una comuna situada en el distrito de Arad, Rumanía, está situada en la meseta de Arad y se extiende sobre 7430 hectáreas.

## Administración
Se compone de tres pueblos:
| En rumano     | En húngaro    | Mayoría étnica |
| ------------- | ------------- | -------------- |
| Andrei Şaguna | Ötvenespuszta | rumanos        |
| Zimandcuz     | Zimándköz     | húngaros       |
| Zimandu Nou   | Zimándújfalu  | húngaros       |

## Población
Según el censo de 2011, la población del municipio cuenta con 4 476 habitantes, de los cuales el 63,31% son rumanos, el 34,31% húngaros, el 1,89% romaníes, el 0,2% alemanes y el 0,3% son de otras nacionalidades o no declaradas.

## Historia
El primer registro documental de Zimandu Nou se remonta a 1913. Andrei Șaguna fue atestiguado documentalmente por primera vez en 1855, mientras que Zimandcuz lo fue en 1743.
Zimandu Nou es un pueblo situado al norte de la ciudad de Arad, capital del distrito de Arad, en la carretera principal a Oradea. Zimandu Nou fue fundada en 1853 en la puszta de Zimand.
La instauración del dominio Habsburgo en 1687 marca el inicio de la planificación urbana en la ciudad de Arad. Los colonos alemanes y las tropas de la guardia fronteriza serbia contribuyeron esencialmente a ello. Los mapas dibujados a mediados del siglo XVIII muestran cuatro sectores de la ciudad: la fortaleza, la zona de retirada, la «ciudad alemana» y la «ciudad serbia». El desarrollo urbanístico se detuvo en la segunda mitad del siglo. Dos razones principales lo explican: la emigración serbia a Rusia y, sobre todo, las órdenes de Viena que prohibían cualquier construcción cerca de la antigua fortaleza. La emperatriz austriaca María Teresa de Austria planeó trasladar toda la población y la ciudad de Arad a la puszta de Zimand, prácticamente deshabitada durante el siglo XVIII y hasta 1852. Viena abandonó el plan en 1781.
Los habitantes actuales son en su mayoría húngaros y rumanos que viven juntos en tres pueblos.
Zimandu Nou (Zimándújfalu en húngaro) fue fundada en 1850 por 1 032 agricultores de Csernovics-Újfalu, condado de Arad. Originarios del norte de Hungría, del condado de Nógrád, se dedicaban al cultivo de tabaco. Debido a las tensas relaciones con los agricultores desde 1848, el nuevo terrateniente decidió desmantelar la comunidad tabacalera, y los agricultores se trasladaron a la puszta de Zimand, formando así el pueblo de Zimandul Nou en 1852.
Zimandcuz (Zimándköz o Zimánd-Bankut en húngaro) fue fundada en 1853 por 92 familias húngaras católicas de agricultores libres que fueron desalojados por sus terratenientes en la zona oeste del condado de Arad. Probablemente eran eslovacos magiarizados de los condados de Heves y Hont, situados en el norte de Hungría, y fueron llevados a Bánkút para cultivar tabaco, entre 1843 y 1853, para Samuel Wodianer, renombrado banquero y terrateniente, hijo de Philip Wodianer. Cuando el cultivo de tabaco dejó de ser rentable, el terrateniente decidió desalojar a los agricultores de 172 viviendas al vencer el contrato en 1846. Como los agricultores de Bánkút no pudieron pagar lo que debían, el ejército rodeó el pueblo el 9 de marzo de 1852. Se confiscaron bienes y animales por la fuerza y se demolieron 72 casas. Aun así, solo se recuperó el 10 % de las deudas. La mayoría de los agricultores fueron expulsados y recibieron documentos de viaje. Solo seis familias permanecieron, dejando el lugar casi vacío durante años.
Andrei Șaguna fue fundada en 1921 por familias ortodoxas rumanas, a partir de tierras obtenidas tras la desposesión de la mansión Zelenski, debido a la reforma agraria de Rumanía de 1921.
Hay otro asentamiento llamado Utvinis (Ötvenes en húngaro), también parte de la antigua mansión Zelenski, ahora parte del pueblo Zimandu Nou.
La zona de Zimandu Nou forma parte del área metropolitana de Arad.
Cada año, a mediados de julio, la gente de Zimandu Nou celebra "Los Días de Zimand", una fiesta local en la que todos los habitantes originarios de Zimand se unen para celebrar el pueblo.

## Economía
La economía de la comuna es predominantemente agraria, basada en el cultivo de cereales, cultivos industriales y plantas.

## Turismo
Aunque los tres pueblos de la comuna son vistos por los turistas como localidades de tránsito situadas a lo largo de la carretera europea que conecta Arad y Oradea, Zimandu Nou tiene elementos turísticos atractivos como el Bosque de Utviniș, una reserva forestal con plátanos y avellanos turcos, así como el Canal Militar, una importante obra de ingeniería.